# Brun klotkaktus
Brun klotkaktus (Gymnocalycium mihanovichii) är en kaktusväxtart som först beskrevs av Fric och Robert Louis August Maximilian Gürke, och fick sitt nu gällande namn av Nathaniel Lord Britton och Joseph Nelson Rose. Den bruna klotkaktusen ingår i släktet Gymnocalycium och familjen kaktusväxter. Inga underarter finns listade i Catalogue of Life.

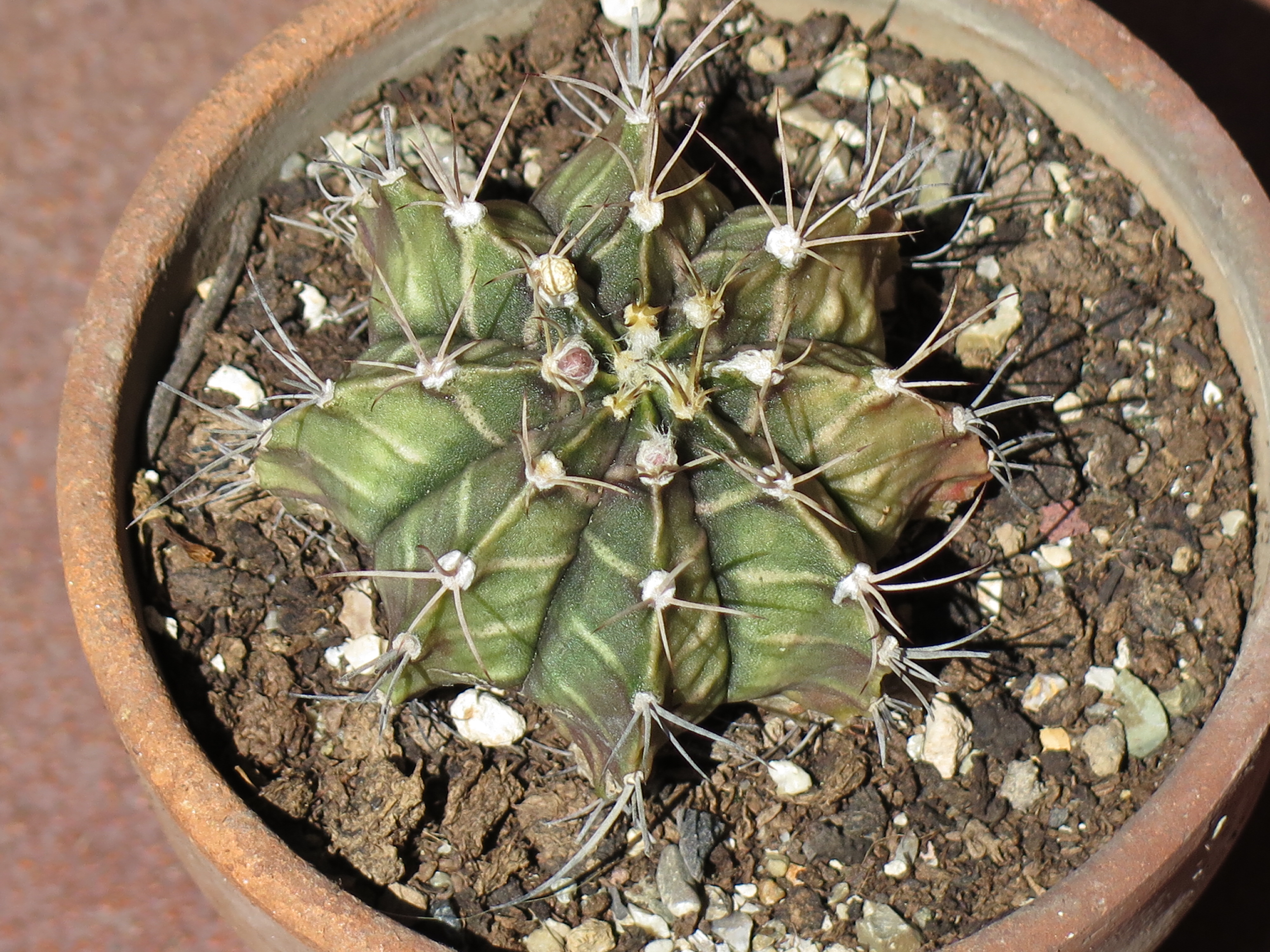
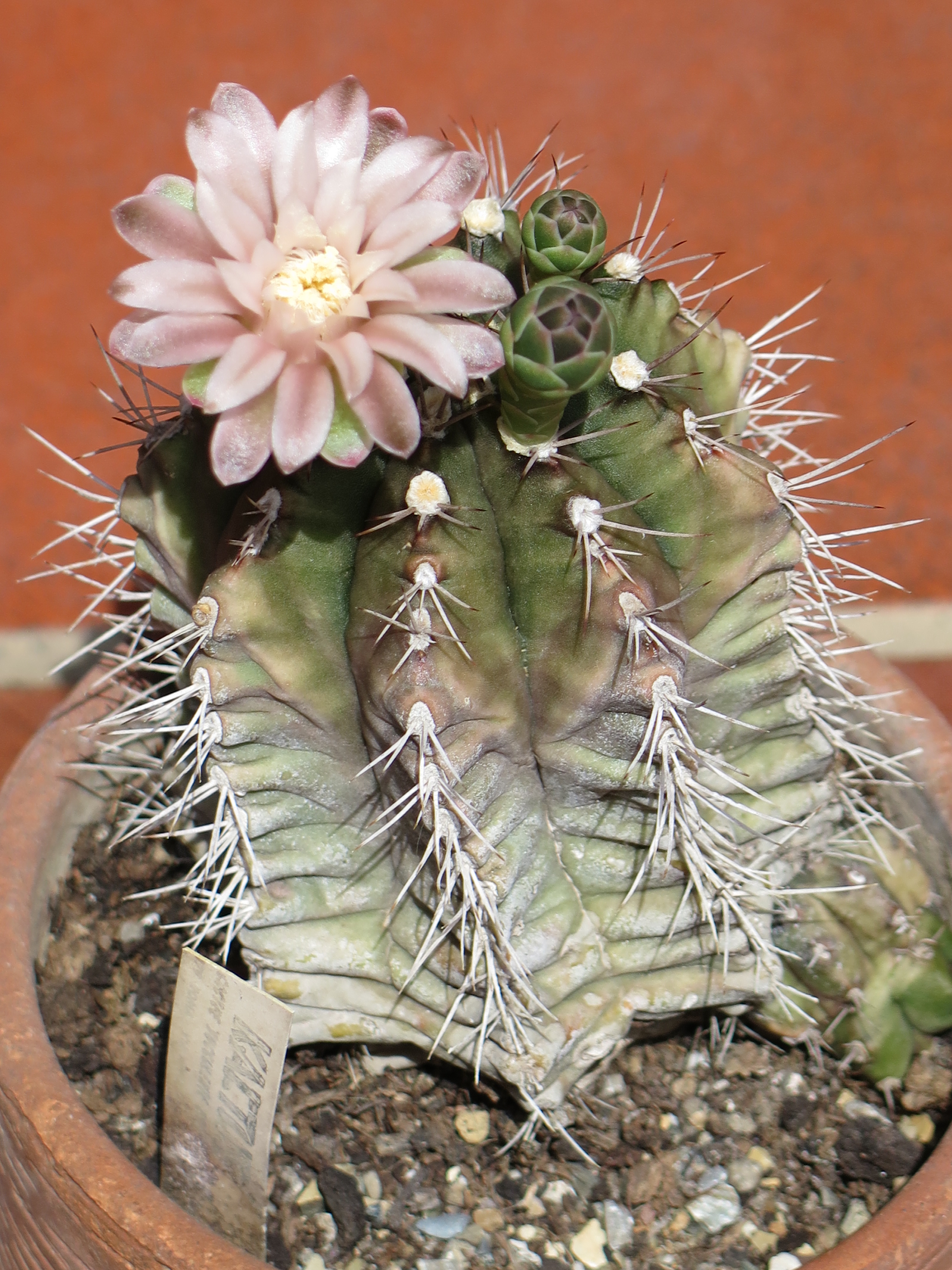
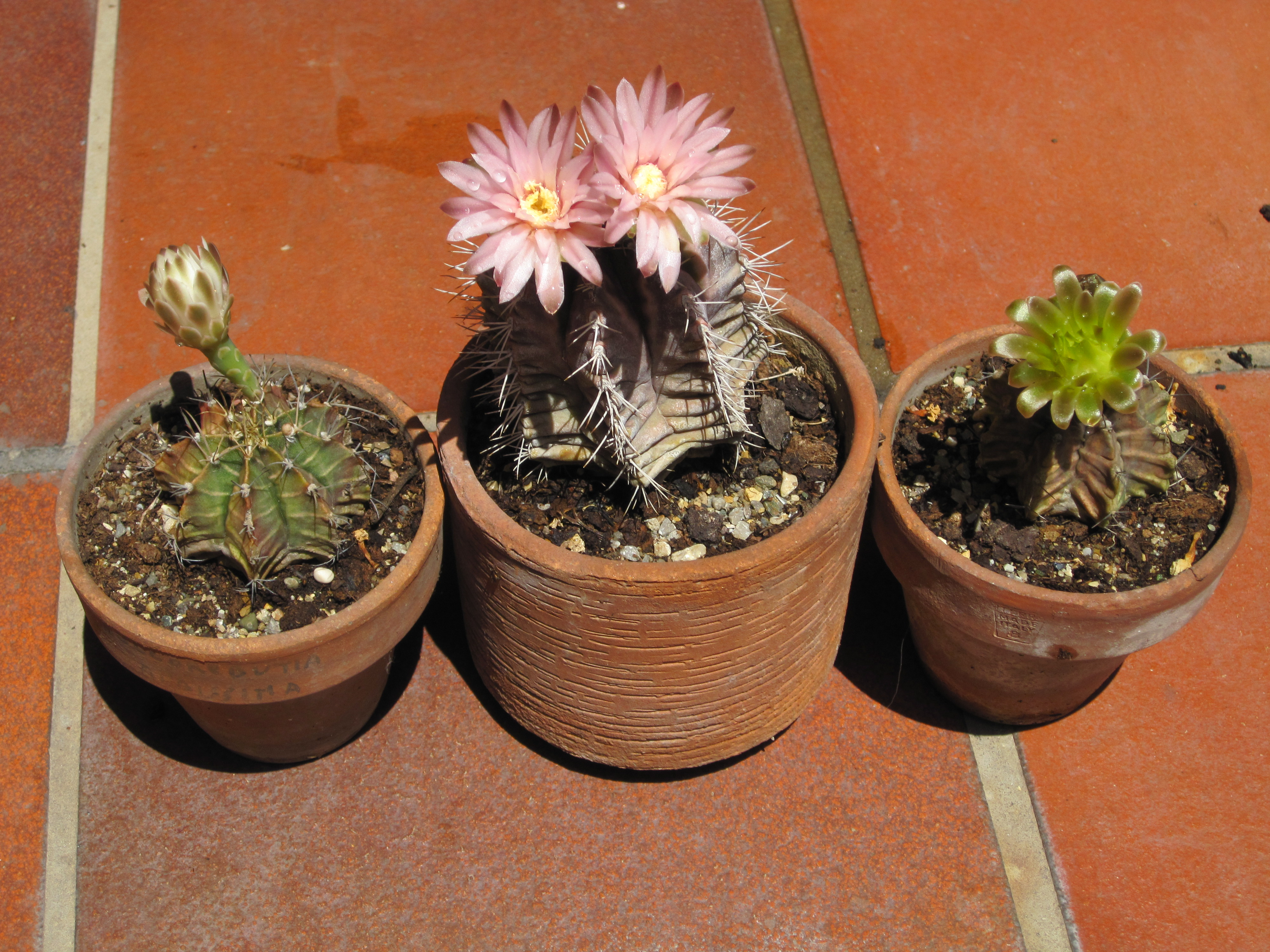
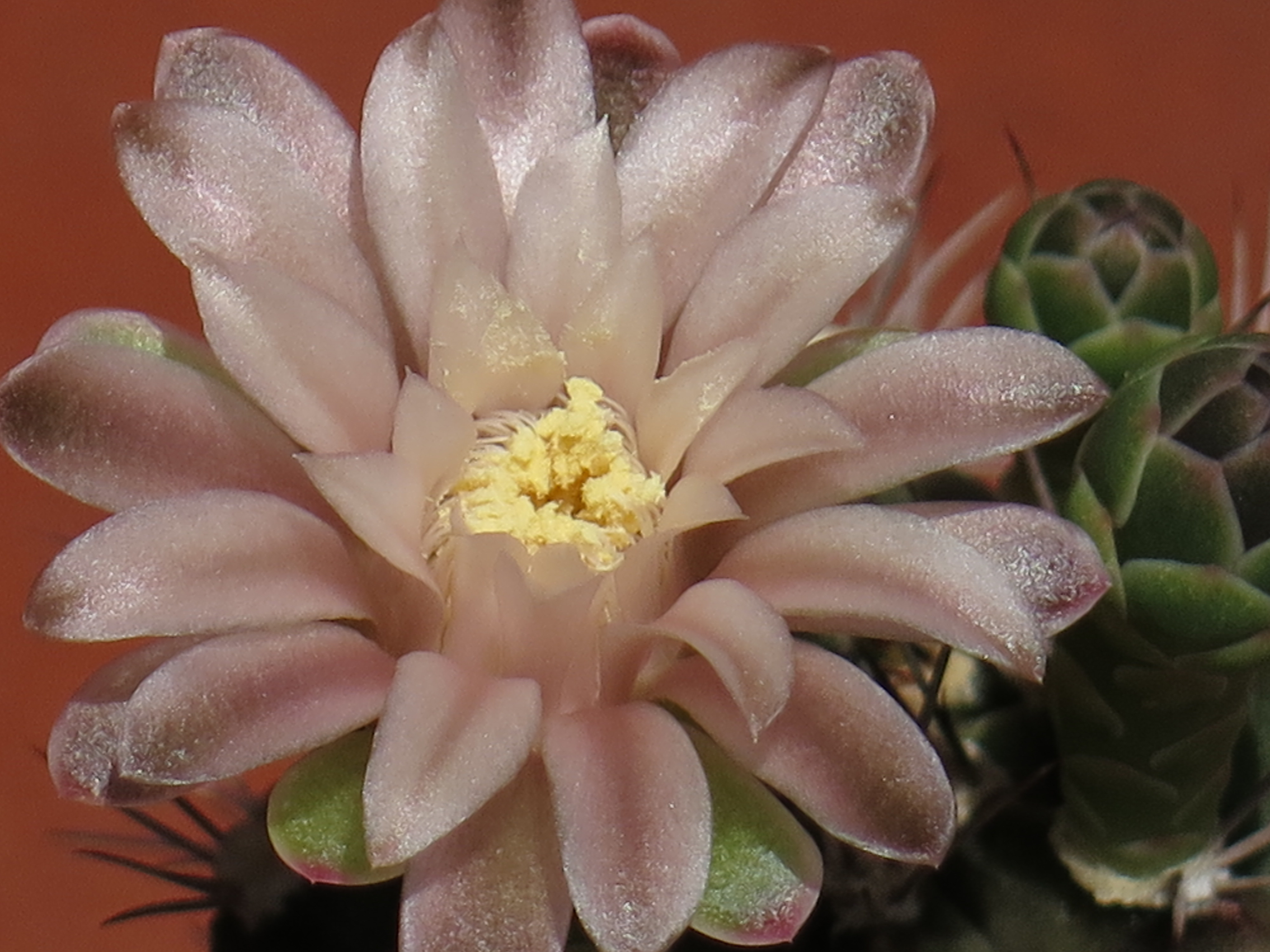
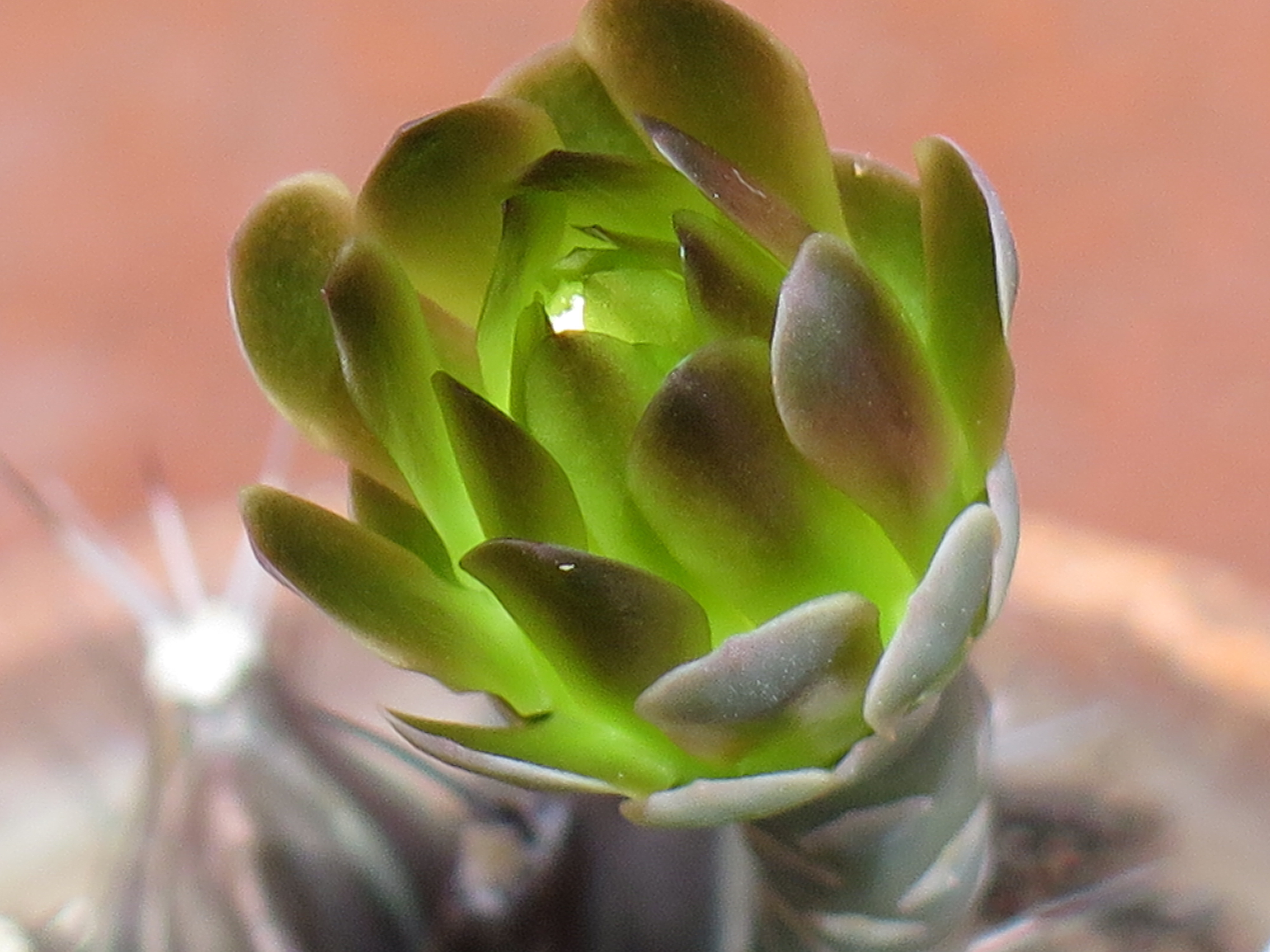
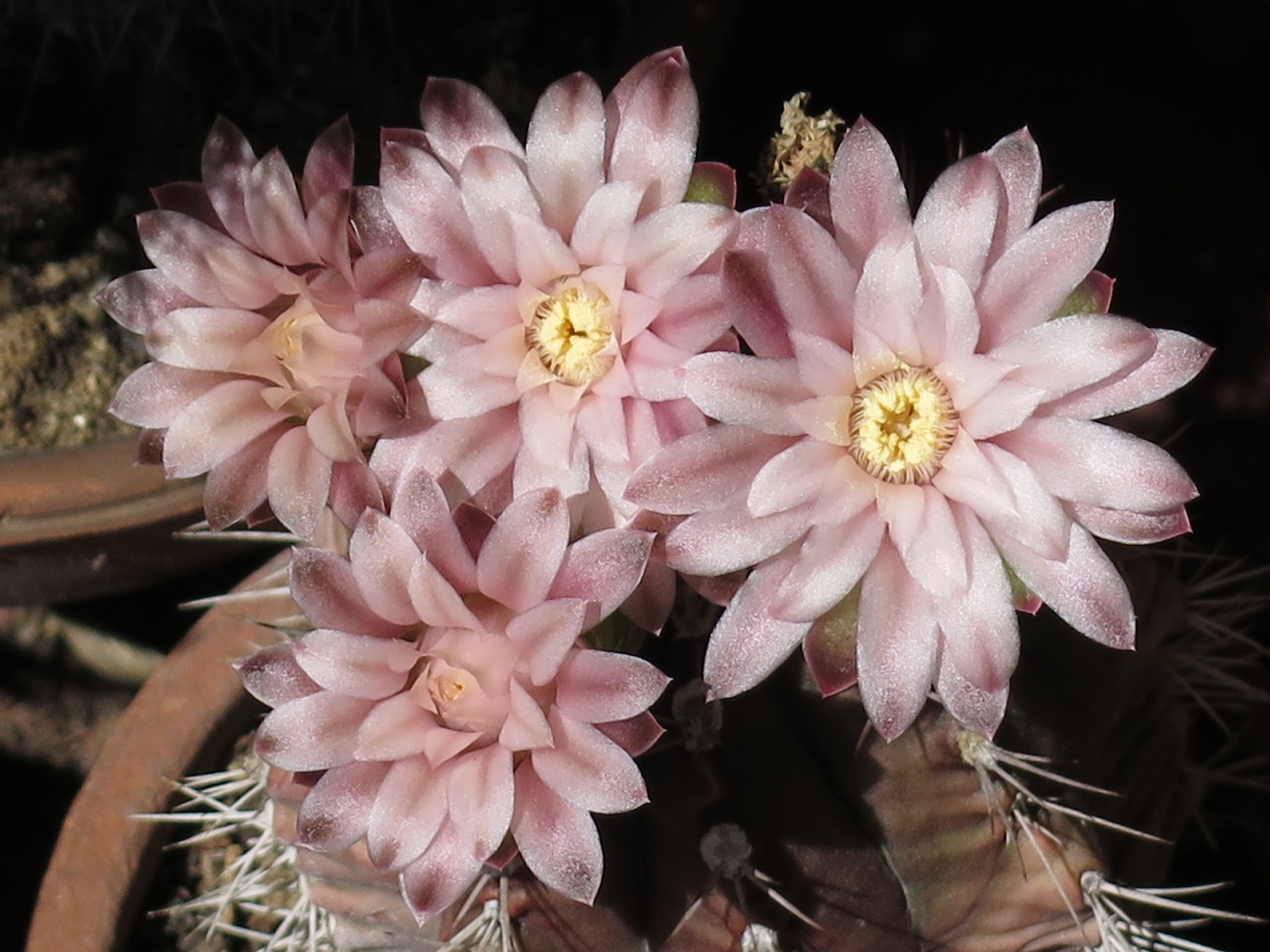
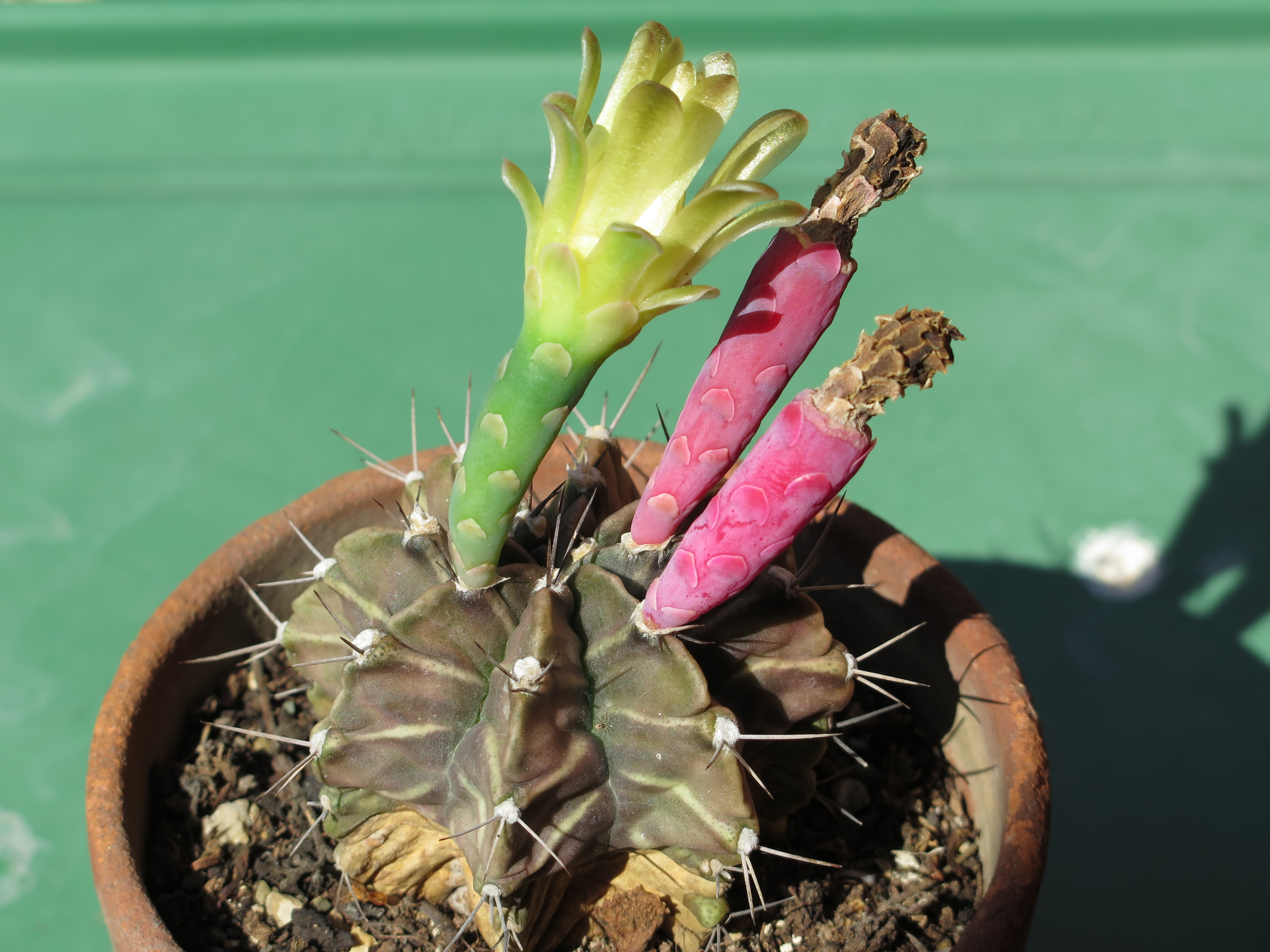
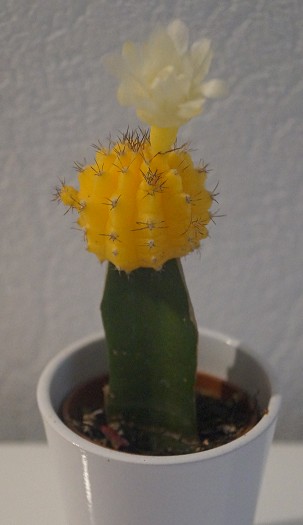